# سايمون شيركليف
سايمون شيركليف (بالإنجليزية: Simon Shercliff)‏ (مواليد 23 ديسمبر 1972) دبلوماسي بريطاني، يشغل منصب السفير البريطاني الحالي لدى إيران منذ أغسطس 2021. شغل سابقا منصب السفير البريطاني لدى اليمن من 2017 وحتى 2018.
تلقى شيركليف تعليمه في مدرسة كاتدرائية ويلز . تخرج من كلية سانت كاثرين بكامبريدج عام 1995 تخصص علوم الأرض.
| سبقه إدموند فيتون براون | سفير المملكة المتحدة لدى اليمن 2017 – 2018 | تبعه ميخائيل آرون |